# Pro100
pro100 (рус. Про Сто) — украинская киберспортивная организация, созданная бывшим игроком киберспортивной организации Natus Vincere — Даниилом ''Zeus'' Тесленко. Первые упоминания о названии pro100 датируются 2000—2001 годами. Команды формировались из любителей компьютерных игр, которые собирались в одном харьковском компьютерном клубе. Игроки также выступали под тегами: pro100!XADO и pro100!GG.

## История
Коллектив организовался из квейкером Антоном Беленисовым и играющей в CS команды Spider, основой команды в то время стали pro100-Vlad и ZloeLamo. В самый первый состав вошли Юрий «ZloeLamo» Леонов, Вадим «dvl» Божко, Иоанн «Edward» Сухарев, Михаил «Kane» Благин, Евгений «m0tya» Ткачёв, и первый всеукраинский турнир в этом составе был выигран в Донецке. После турнира в Донецке, было принято решение о замене Вадима «dev1l» Божко на Антона «3`x0n» Лачкова. Данный состав прогремел на всю Украину успешным выступлением на WCG 2003 Ukraine, команда pro100 не зная поражений в первый день вышла в финал. С этим связан интересный случай: в финале команде пришлось встретиться с коллективом Maverick из Одессы. Все считали что pro100 победит, об этом говорил их уровень игры, Maverick была слабее. Но pro100 до финала устроила банкет на правах «победителя». Это обеспечило им усталость и несобранностью на следующее утро. Игроки Maverick отнеслись к игре намного серьёзнее и выиграли финал отборочных игр.
Самый успешный и долгоиграющий состав образовался в 2004 году:
|                 | Ник             | Полное имя       |
| Основной состав | Основной состав | Основной состав  |
| --------------- | --------------- | ---------------- |
| Украина         | Kane            | Михаил Благин    |
| Украина         | Zeus            | Даниил Тесленко  |
| Украина         | raz0r           | Дмитрий Петрухно |
| Украина         | KEKC            | Евгений Петрухно |
| Украина         | Edward          | Иоанн Сухарев    |

Первым серьёзным игровым достижением стала бронза на ASUS Autumn Cup 2004, на том турнире их обошли команды претендующие на звание чемпиона во всем мире: Virtus.pro и M19. Следующая победа — золотая медаль на ASUS Winter Cup 2005, где они обыграли даже Virtus.pro.
Последним выступлением команды было на турнире WCG 2007. Через некоторое время команда официально перестала существовать.
26-27 февраля 2005 года в Москве прошёл 8-й турнир серии ASUS Open под названием ASUS Cup Winter 2005, в котором принимала участие pro100! XADO. В итоге украинская команда смогла дойти до финала по Counter-Strike и одержала победу над российской командой Virtus.pro. Это событие, которое стало настоящей неожиданностью турнира, позволило игрокам впоследствии представлять Украину на международной арене.
Так pro100! XADO, из которой состояла сборная страны, принимала участие в Grand Final Международных Киберспортивных олимпийских играх WCG (World Cyber Games) в Сингапуре (2005) и Италии (2006).
Также pro100! XADO — участник турниров: ASUS Cup Spring 2005, Woodo Cup 2005, WCG 2005.
8 мая 2017 года стало известно, что один из старейших киберспортивных тегов в СНГ и во всем мире pro100 возрождается.
28 сентября 2017 года организация объявила о подписании контрактов с двумя игроками в Playerunknown's Battlegrounds, тем самым открыв новое спортивное подразделение. 7 ноября 2017 года состав был полностью укомплектован.
4 сентября 2018 года объявляется об открытии состава по Fortnite.
5 октября 2018 года, организация pro100 подписывает контракт игроками в ещё одной дисциплине — Guns of Boom.

## Дисциплины

### Counter-Strike 2

#### Действующий состав[9]
На данный момент организация не имеет активного состава.
|                 | Ник             | Полное имя      |
| Основной состав | Основной состав | Основной состав |
| --------------- | --------------- | --------------- |
| Флаг ООН        | ???             | ???             |

### Все участники

##### Тренеры
|              | Имя                       | Пришёл     | Покинул    | Примечание                                    |
| ------------ | ------------------------- | ---------- | ---------- | --------------------------------------------- |
| Флаг Украины | Арсений «ceh9» Триноженко | 17.05.2017 | 24.03.2019 | 29.01.2019 стал тренером на постоянной основе |
| Флаг России  | Алексей «ace» Казаков     | 10.02.2018 | 05.12.2018 |                                               |
| Флаг России  | Михаил «kiko» Волков      | 19.12.2017 | 10.02.2018 |                                               |
| Флаг России  | Иван «F_1n» Кочугов       | 09.05.2017 | 15.09.2017 |                                               |

##### Игроки
|              | Имя                           | Пришёл     | На замену | Покинул    | Следующая команда |
| ------------ | ----------------------------- | ---------- | --------- | ---------- | ----------------- |
| Флаг Украины | Вячеслав «Art1st» Ляднов      | 15.03.2019 | kenzor    | 03.04.2019 |                   |
| Флаг Латвии  | Марек «YEKINDAR» Галински     | 03.10.2018 | Jyo       |            | Virtus.Pro        |
| Флаг Украины | Дмитрий «def» Лемещук         | 09.05.2017 |           | 03.04.2019 |                   |
| Флаг Украины | Леонард «kenzor» Володарчук   | 09.05.2017 |           | 15.03.2019 |                   |
| Флаг Эстонии | Расим «Jyo» Валиев            | 30.07.2018 | svyat     | 03.10.2018 | Nemiga Gaming     |
| Флаг России  | Святослав «svyat» Довбах      | 19.04.2018 | Crush     | 30.07.2018 | RAVE              |
| Флаг Украины | Игорь «Crush» Шевченко        | 09.05.2017 |           | 18.04.2018 | Vega Squadron     |
| Флаг Украины | Иван «F1L1N» Семенец (AyivaN) | 04.12.2017 | smike     |            |                   |
| Флаг Украины | Сергей «smike» Скляренко      | 09.05.2017 |           | 04.12.2017 | Spray’n’pray      |
| Флаг Латвии  | Вадим «Flarich» Каретин       | 09.05.2017 |           |            |                   |

##### Старый состав (до 2007 года)
- Михаил «Kane» Благин (капитан)
- Даниил «Zeus» Тесленко
- Дмитрий «raz0r» Петрухно
- Евгений «KEKC» Петрухно
- Иоанн «Edward» Сухарёв
- Сергей «ZooM» Попов (менеджер) (до сентября 2006 года)[22]

Харьковчане Даниил «Zeus» Тесленко и Иоанн «Edward» Сухарев вошли в состав Natus Vincere (NAVI) — украинской мультигейминговой киберспортивной организации.

#### Достижения
| Турнир                            | Дата проведения         | Место | Призовые           |
| --------------------------------- | ----------------------- | ----- | ------------------ |
| WCG UA 2003                       | 13.09.2003 — 14.09.2003 | 2     | 5 моб. тел Samsung |
| ASUS Autumn Cup 2004              | 26.11.2004 — 28.11.2004 | 3     | 500 долларов       |
| ASUS Winter Cup 2005              | 26.02.2005 — 27.02.2005 | 1     | 40 000 рублей      |
| ASUS Spring Cup 2005              | 21.05.2005 — 22.05.2005 | 4     | 15 000 рублей      |
| ЛКИ #1                            | 07.06.2005              | 1     | 3000 гривен        |
| ASUS Summer Cup 2005              | 21.08.2005              | 9—16  | нет                |
| WCG UA 2005                       | 29.08.2005 — 30.08.2005 | 1     | нет                |
| Skyline CyberGame 2005            | 09.09.2005 — 10.09.2005 | 1     | 600 долларов       |
| World Cyber Games 2005            | 16.11.2005 — 20.11.2005 | 33—48 | нет                |
| ASUS Autumn Cup 2005              | 26.11.2005 — 27.11.2005 | 3     | 25 000 рублей      |
| ASUS Winter Cup 2006              | 24.02.2006 — 25.02.2006 | 1     | 110 000 рублей     |
| ASUS Spring Cup 2006              | 25.05.2006 — 26.02.2006 | 7—8   | 50 000 рублей      |
| GigaGames 2006                    | 29.04.2006 — 30.05.2006 | 7—8   | нет                |
| WCG UA 2006                       | 06.08.2006 — 07.08.2006 | 1     | нет                |
| ASUS Summer Cup 2006 UA           | 22.08.2006              | 1     | 300 гривен         |
| ASUS Summer Cup 2006              | 25.08.2006 — 27.05.2006 | 1     | 200 000 рублей     |
| World Cyber Games 2006            | 18.10.2006 — 22.10.2006 | 9—16  | нет                |
| ASUS Autumn Cup 2006              | 23.11.2006 — 24.11.2006 | 9—16  | нет                |
| NetLine Cup 2006                  | 09.12.2006 — 10.12.2006 | 1     | 50 000 рублей      |
| ЛКИ #2 Донбасс 2006               | 23.12.2006              | 1     | 3000 гривен        |
| ASUS Winter Cup 2007              | 24.02.2007 — 25.02.2007 | 1     | 170 000 рублей     |
| DTS Cup 2007                      | 07.04.2007 — 08.04.2007 | 1     | 2000 долларов      |
| ASUS Spring Cup 2007              | 26.05.2007 — 27.05.2007 | 3     | 40 000 рублей      |
| WCG UA 2007                       | 18.08.2007              | 2     | нет                |
| CIS Minor — PGL Major Krakow 2017 | 08.06.2017 — 11.08.2017 | 3     | нет                |
| CIS Minor — ELEAGUE Major 2018    | 26.10.2017 — 29.10.2017 | 4     | нет                |
| MID.TV Challenge Cup #1           | 27.11.2017 — 10.12.2017 | 2     | 3500 долларов      |

### Pro100 Academy

#### Действующий состав
Академия в данный момент не имеет активного состава

### Playerunknown’s Battlegrounds
|                 | Ник             | Полное имя          |
| Основной состав | Основной состав | Основной состав     |
| --------------- | --------------- | ------------------- |
| Россия          | Frankario       | Руслан Салахутдинов |
| Россия          | crab1k          | Александр Позняков  |
| Россия          | MooN            | Александр Малышев   |
| Россия          | Arcway          | Максим Козлов       |

### Fortnite
При формировании подразделения, в команду взяли два игрока, 20-ти летнего Егора «zwees» Новикова и 15-ти летнего Дмитрия «kONDRAT» Кондратьева.
Спустя всего 19 дней, а именно 23.09.2018, организация pro100, на своей странице ВКонтакте, сообщает об уходе этих игроков, по причине неоправданных ожиданий. И сразу же объявляет набор новой команды. Вскоре, на пробный период, появляются очередные 2 игрока Данил «N1ro» Шайдулин и Игорь «Twinkle» Фокин. Но и этим игрокам не удалось показать себя с лучшей стороны, и спустя 3 недели они так же покинули команду.
На данный момент, руководство не спешит объявлять о наборе очередного состава, чем ставит под сомнение дальнейшую судьбу дисциплины Fortnite в под флагом pro100.

#### Все участники
|             | Имя                          | Пришёл     | Покинул    |
| ----------- | ---------------------------- | ---------- | ---------- |
| Флаг России | Данил «N1ro» Шайдулин        | 24.09.2018 | 15.10.2018 |
| Флаг России | Игорь «Twinkle» Фокин        | 24.09.2018 | 15.10.2018 |
| Флаг России | Егор «zwees» Новиков         | 04.09.2018 | 23.09.2018 |
| Флаг России | Дмитрий «kONDRAT» Кондратьев | 04.09.2018 | 23.09.2018 |